# Power 5
Power 5 je česká powermetalová kapela z města Brumov-Bylnice ve Zlínském kraji. Z hudby Power 5 lze cítit vlivy zahraničních speed/powermetalových kapel jako např. finských Stratovarius.

## Historie
V únoru 1996 se datuje první veřejné vystoupení POWER 5. Repertoár je v té době převzatý.
Vznikají první ambice na vlastní tvorbu. Vše je završeno v roce 1997 prvotinou „Progres time“,které se nese v duchu kapel Fates Warning, Dream Theater. Texty v češtině. Nahrávalo se ve studiu Poličná a obsazení kapely bylo : Ivan Strnad – kytara, Karel Paciorek – baskytara, Zdeněk Putala – klávesy, Milan Škrabal – bicí, Olin Škrabal – zpěv.
Druhá deska „Cesta proti času“ (2001) už nese známky power metalu a částečně art rocku. Klávesové party a melodické zpěvové linky, jsou zde bohatě zastoupeny. Deska se nahrává opět v Poličné v pozměněné sestavě. Novými hráči jsou Zdeněk Kopeček – kytara, Richard Filák – baskytara. Ve světě se objevuje fenomén Stratovarius a skupina zařazuje do koncertního play listu jejich skladbu „Hunting high and low“. Setkává se to s velkým ohlasem při koncertech.
Skupina skládá materiál na třetí desku ovlivněná tvorbou Stratovarius. S prvkem českých textů a výrazných refrénů je poměrně originální na domácí scéně. Deska se jmenuje „Minuty věčnosti“ (2003) natáčí se opět v Poličné. Křest proběhne jako předskokan Helloween. Zde skupina pořizuje videozáznam který záhy vydává na DVD. Po intenzivním koncertování k albu odchází ze skupiny: Zdeněk Kopeček, Richard Filák a po pár měsících i Zdeněk Putala.
Zakládající bratrské duo nechce činnost kapely ukončit a tak se pustí do hledání nových spoluhráčů. Po různých záskocích se objevuje mladičký kytarista Lukáš Langer a přivádí sebou Jirku Jagoše na baskytaru. Začne se pracovat na novém materiálu s názvem „Symbol“ (2007) a natáčení proběhne ve studiu Pro-Marts. Stylově kapela dál brousí power metal. Na klávesy hostuje Petr Palacký (Innocens). Později hraje skupina koncerty se samplerem, ve čtyřčlenné sestavě. Koncertuje na hlavní stage Masters Of Rock, Noc plná hvězd, v září 2009 jede mini turné s André Matosem a v říjnu s Dark Moore. V březnu 2010 vyráží na velkou šňůru s kapelou Ascendancy. Je natočen videoklip ke skladbě Symbol.
Nový členové se úspěšně zařadili do bandu a vytváří páté řadové album s názvem „1751 Tvoje zem“ (2010). Nahrává se v Pro Marts. Album je bez kláves přímočařejší. Po textové stránce poprvé monotematické. Děj skladeb se nese v duchu odkazu Valachů a jejich vzpoury kolem roku 1751. Power 5 koncertuje na Metalfestu v Plzni a na Noci plné hvězd, předskakuje Accept.
V roce 2012 jde čtveřice opět do studia, tentokrát Soundtormentor, a tato změna přináší modernější zvuk. Nový materiál se jmenuje jednoduše „Power 5“. Na tuto desku natáčí ve vlastní produkci 3 videoklipy. Koncertuje na Metalfestu, Masters Of rock a organizuje několikátý ročník festivalu Brumovské rockové hradby.
V roce 2015 testuje po letech bez kláves, klávesáka Martina Valčíka se kterým se začne sehrávat a sestavuje nové sedmé album s názvem „Talisman“. Nahrává se na podzim, ve studiu Metal Gate. M. Valčík je přijat do skupiny. Band pro své 20. výročí v únoru 2016 připravuje dvojCD v balení digipack. Jeden nosič obsahuje nový materiál „Talisman“ a druhý nosič výběr „Best of Power 5“. Sestava Power 5 roku 2015: Olin Škrabal – zpěv, Milan Škrabal – bicí, Lukáš Langer – kytara, Jiří Jagoš – baskytara, Martin Valčík – klávesy.

## Současná sestava
- Olin Škrabal – zpěv
- Milan Škrabal – bicí
- Lukáš Langer – kytara
- Jiří Jagoš – baskytara
- Martin Valčík – klávesy

## Diskografie
- Progres Time, 1997
- Cesta proti času, 2002
- Minuty věčnosti, 2003
- Live in Novesta, DVD, 2003
- Symbol, 2007
- 1751 Tvoje zem, 2010
- Power 5, 2012
- Talisman, 2016 2CD Digipack